# Jamie Lynn
Jamie Lynn (Northridge, 25 febbraio 1981) è un'ex attrice pornografica statunitense.

## Biografia
La Lynn viene da Northridge, un sobborgo di Los Angeles. Ha tre sorelle e un fratello. Alle superiori è stata un'ottima studentessa
Nel 2003 la società in cui lavorava fallì e lei iniziò a lavorare nella pornografia. Desiderosa di cambiare vita, rispose ad un annuncio che cercava attori e modelli che fossero disposti a posare nudi. Dopo aver lavorato per otto mesi con vari fotografi del genere amatoriale, conobbe la Penthouse Pet Jesse Capelli, che la raccomandò all'agente Cam Smith. In breve tempo fece un servizio fotografico di prova per Penthouse.
Divenne Penthouse Pet of the Month di gennaio 2005 e Penthouse Pet of the Year (2006). e iniziò a girare per la First Time Videos.
La Lynn ammette di usare marijuana e afferma di aver iniziato a farlo a 14 anni, ad un concerto dei Metallica. Il giornale antiproibizionista statunitense High Times l'ha premiata come Ganja Goddess.

## Riconoscimenti
- High Times magazine Ganja Goddess 2006[6]

## Filmografia
- Best Of Stocking Feet 1 (2003)
- Dirtier Debutantes 5 (2003)
- Hogtied By Fate (2003)
- Jack's Playground 4 (2003)
- Knocked Out, Tied Up, Taken Away (2003)
- Sex Symbol (2003)
- Sheer Hosed Showoffs (2003)
- Tight Ropes On Bare Skin (2003)
- Angry Hogtie Captives (2004)
- Bob's Video 188: Hardworking Secs 5: Jamie Cooked Her Books (2004)
- Danni's Busty Naturals: The Brunettes (2004)
- Football Fantasies (2004)
- Hand Gagged (2004)
- High Def Erotica Virtual Girlfriends (2004)
- Hot Pink Television 9 (2004)
- Hotel Decadence (2004)
- I Love This Business (2004)
- Jack's Playground 11 (2004)
- Jack's Playground 17 (2004)
- Jamie Lynn's An Animal (2004)
- Krystal Method (2004)
- Notty Moments (2004)
- Room for Rent (2004)
- Smoke Buffet (2004)
- Smoke Power (2004)
- Stocking Secrets 4 (2004)
- Teagan: Erotique (2004)
- Angels in Restraint (2005)
- Asspiration (2005)
- Bad Times for Good Girls (2005)
- Bludreams 1 (2005)
- Bob's Video 193: Dr. Jamie And The Pantyhoused PHD's (2005)
- Bob's Video 195: Absolutely Jamie Lynn (2005)
- Bondage for Friends and Family (2005)
- Gagged and Bound Nudes (2005)
- Hand Gagged and Hogtied (2005)
- Naked Bondage Prisoners (2005)
- Please Don't Hogtie Me (2005)
- Pussy Foot'n 13 (2005)
- Two Hot (2005)
- Way of the Dragon (2005)
- Chloro Power (2006)
- Control 4 (2006)
- Crazy from Tickling (2006)
- I Was Tied Up with a Porno Star (2006)
- It Takes Two (2006)
- Kidnapping of Jamie Lynn (2006)
- Lynn, Lynn And Lynn (2006)
- No Cocks Allowed 2 (2006)
- Peach Obsession: Jamie (2006)
- Peek: Diary of a Voyeur (2006)
- Plan Will Work If She's Bound and Gagged (2006)
- Surprised, Hogtied and Struggling (2006)
- All By Myself 1 (2007)
- All By Myself 2 (2007)
- Bad Girls Love Chloro (2007)
- Bared, Bound and Tickled All Over (2007)
- Bob's Video 201: Clear Evidence Of Global Warming (2007)
- Breathtaking Brunettes (2007)
- Captive Girls' Tickling Ordeal (2007)
- Company Policy (2007)
- Conspiracies Create Captives (2007)
- Costume Bondage Fantasies (2007)
- Desperate Bondage Strugglers (2007)
- Hired Help (2007)
- House of Legs 27: Elmer's Legacy (2007)
- Pair in Peril (2007)
- Sexy Silenced Wrapped (2007)
- This Place Is Mime (2007)
- Thrilling Bondage Dramas (2007)
- Tie 'Em Up And Keep 'Em Quiet (2007)
- Giggling, Wriggling Tickle Victims (2008)
- Good Girls Bound by Wicked Women (2008)
- Hot Models in Bondage (2008)
- Jamie's Farewell Reunion (2008)
- Jana Cova: Erotique (2008)
- Naked Bondage Captives (2008)
- Thrilling Chloro Conflicts (2008)
- Tied Up for Fun (2008)
- Ultimate Nylon 15: Nylon Queens (2008)
- Ultimate Nylon 18: Cassia Hates Retro Nylons (2008)
- Vivacious Victims of Tickle Torment (2008)
- Wrap-Happy Model Captors (2008)
- Wrapture (2008)
- Bondage Maid Cafe (2009)
- Boobs and Brews (2009)
- Cock Tease 1 (2009)
- Cum With Me (2009)
- Damsels in Bondage 11 (2009)
- House Of Legs 29: Naughty Office Girls 1 (2009)
- Molly's Life 1 (2009)
- Sinsational Strippers 2 (2009)
- CosWorld 2 (2010)
- Let the Tickling Begin (2010)
- Looking For Pantyhose Anywhere And Everywhere (2010)
- Sexy Execs Bound for Success (2010)
- Tight Ropes on Sexy Bodies (2010)
- Ultimate Nylon 22: Long Beautiful Legs (2010)
- Wrapped Up and Still Exposed (2010)
- All's Well That Seams Well (2011)
- Shorties (2011)
- Bad Girls Love Bound Boys (2012)
- Beautiful Bound Babes (2012)
- Black Magic Nylons (2012)
- Costume Dresses Designed for Bondage (2012)
- CosWorld Undercover (2012)
- Double Trouble Tie Ups (2012)
- Giggle Spot (2012)
- Jamie Lynn's Bondage Rivalry (2012)
- Mean Girls Tie Topless Babes (2012)
- More You Struggle, the Harder I Tickle (2012)
- Not So Tough When You're Tied Up (2012)
- Odds-On For Bondage (2012)
- Topless Babes Tightly Tied (2012)
- Topless Girls Held Captive (2012)
- Vulnerable Victims Gagged and Bound (2012)
- Wrapped Up Tight and Fondled (2012)
- Customed Damsels Beg to Be Freed (2013)
- Jamie Lynn and Jana Jordan J/O Encouragement (2013)
- Knotty Couples (2013)
- Take Their Clothes and Tie Them Up (2013)
- Topless Babes Held Hostage (2013)
- Adventures In Wrap Bondage (2014)
- No Vacation From Ropework (2014)